# Sara Da Pin Up
Sara Velázquez (Gran Canaria, 2 de diciembre de 1981), más conocida como Sara Da Pin Up, es una cantante y actriz española, conocida fundamentalmente por protagonizar la serie juvenil emitida por Cuatro, HKM. Fue dada a conocer por Mucho Muchacho.

## Biografía
Sara Da Pin Up es una artista nacida en Gran Canaria, pero residente en Madrid, tras unos años en Barcelona, cuyo verdadero nombre es Sara Velázquez. Es licenciada en derecho, carrera que cursó entre Barcelona y Madrid  compatibilizando los estudios con lo que verdaderamente le gustaba y cursó por varios cursos de interpretación, pero su verdadera pasión era la música, por lo que no dudó en trabajar en clubs de electrónica y colaborar con todos aquellos cantantes de Hip Hop que se lo pedían.

### Carrera musical
En el verano de 2004 fichó por una compañía asociada a la multinacional Warner Music. Así, con una grabadora doméstica, empezó a componer sus primeras canciones, construyendo la base del que sería su primer disco.

### HKM- actualidad
Sara Da Pin Up fue la protagonista de la serie juvenil HKM (Hablan, Kantan, Mienten), que se emitió en Cuatro.
Sara, interpretó el papel de Laia, una joven de barrio con talento musical amante de la electrónica, el Rap y Hip Hop que consigue acceder a un colegio de élite especializado en música, en el que su personalidad y actitud provocan reacciones en cadena.
La serie no renovó para una segunda temporada debido a los bajos índices de audiencia.
Tras su participación en la serie, Sara continúa preparándose como actriz.